# 黄花含笑
黄花含笑（学名：[Michelia xanthantha] 错误：{{Lang}}：文本有斜体标记（帮助））为木兰科含笑属下的一个种。